# Grevenbroich
Grevenbroich település Németországban, azon belül Észak-Rajna-Vesztfália tartományban. Lakosainak száma 64 588 fő (2023. december 31.). Grevenbroich Neuss, Rommerskirchen, Dormagen és Korschenbroich községekkel határos.

## Népesség
A település népességének változása:
| Lakosok száma | 56 392 | 63 204 | 63 620 | 63 922 | 64 596 | 64 588 |
|               | 1975   | 2017   | 2019   | 2021   | 2022   | 2023   |